# Сергей Овчинников
Сергей Иванович Овчинников е руски футболист, вратар. В кариерата си има записани 35 мача с националния отбор на Русия. Носител е на 3 персонални отличия за Най-добър вратар на страната. Попадал е 10 пъти в Списък „33 най-добри“, което е и рекорд.

## Кариера
Роден е на 10 ноември 1970 г. в Москва. Сергей е юноша на Динамо (Москва), като има записани мачове за дублиращия отбор. През 1990 г. преминава в Динамо Сухуми. В мач от съветската първа лига срещу Локомотив Москва, Сергей спасява дузпа, с което убеждава Юрий Сьомин да го привлече в „железничарите“. Това става на следващия сезон. Овчинников дебютира в мач срещу Металург (Запорожие), запазвайки мрежата си суха. Младият вратар изиграва 18 мача през сезона и е повикан в олимпийския отбор на СССР, но не записва мачове за него. През 1992 г. окончателно измества от титулярното място Хасанби Биджиев и е повикан в националния отбор на Русия, но до края на годината не записва мачове, а остава на резервната скамейка. На 17 февруари 1993 г. Сергей дебютира за „сборная“ срещу Салвадор. На 15 септември прави дебюта си в евротурнирите, но неговият Локомотив губи от Ювентус. През април 1994 г. попада в разширения списък на Русия за Мондиал 1994, но пред него са предпочетени опитните Дмитрий Харин и Станислав Черчесов. За сметка на това Овчинников играе на високо ниво в шампионата и става вратар на годината. През сезон 1995 става вицешампион на Русия и за втори пореден път вратар на годината. В 27 мача допуска едва 22 гола. На следващия сезон печели купата на страната с Локомотив. На 24 май 1995 г. записва първия си мач за Русия след близо 2 години, играейки 5 минути срещу Катар. Отива на Евро 1996 като трети вратар и не записва нито минута на турнира.
На 31 юли 1997 г. преминава в Бенфика. Там Сергей е резерва на легендарния Мишел Прюдом и през целия сезон записва 6 мача. За сметка на това вратарят става титуляр в националния отбор, записвайки 9 мача в квалификациите. На следващия сезон Сергей става титуляр и докато е под рамката на вратата, Бенфика печели 12 поредни мача. След една загуба в мач за купата, треньорът Греъм Сунес зачерква Сергей от сметките си и връща 38-годишния Прюдом на вратата. В квалификациите за Евро 2000 Очвинников не играе убедително в мачовете с Испания и Франция. На тренировката преди гостуването на „петлите“ във втория мач той получава травма и не попада в групата. Силните изяви на Александър Филимонов застрашават мястото на Сергей в отбора. След идването на Юп Хайнкес в Бенфика, Овчинников е поставен в трансферната листа, тъй като за титуляр е привлечен Роберт Енке. Закупен е от Алверка за 2,5 млн. долара. Там Сергей е съотборник с Василий Кулков, а предния сезон в Алверка са играли още двама руснаци – Илшат Файзулин и Андрей Иванов. Вратарят е твърд титуляр и става вторият най-добър вратар в Лига Сагреш през сезона. На 28 март 2000 г. е повикан в националния отбор за контрола с Германия, но остава резерва през целия мач. Тогава Сергей заявява, че ако не му дават шанс, няма смисъл да го викат на лагери. Треньорът Олег Романцев не повиква повече Сергей в отбора. През 2000 г. преминава в състава на Порто. Става титуляр поради травмата на Витор Баия и изиграва 33 мача. Печели купата на страната, запазвайки мрежата си суха във финала. На следващия сезон Сергей отново започва като титуляр, но получава травма на коляното и записва едва 9 мача.
На 3 януари 2002 г. се завръща обратно в Локомотив Москва под наем, заменяйки продадения на Верона Руслан Нигматулин. Сергей провежда отличен сезон, допускайки едва 14 гола в 31 мача и става шампион на Русия в първото издание на Премиер лигата. Също така не допуска гол 667 минути. През лятото Олег Романцев му обещава място в „сборная“, но впоследствие остава извън отбора. След оставката на Романцев Сергей отново защитава вратата на Русия. С Локомотив участва в шампионската лига и помага на отбора да премине групите, а през февруари 2003 е капитан на Русия в мач с Румъния. На 22 март, след мач от първенството със Зенит, Сергей отнася наказание за 5 мача след обиди към съдията и помощник-треньора на Зенит. Без него Локомотив печелят едва 4 точки от 15 възможни. През ноември играе в баража за Евро 2004 с Уелс, но пропуска реванша поради натрупани жълти картони. В 1/8-финала на Шампионската лига Локомотив побеждава Монако с 2:1, но на реванша французите продължават, след като съдията дава дузпа за тях, която е спасена от Сергей, показва червен картон на Дмитрий Лосков и зачита гола на Емануел Адебайор. На 3 април 2004 г. записва стотния си сух мач. Овчинников попада в състава за Евро 2004, като е и титуляр. Играе в първите 2 мача, където „сборная“ губи от Испания и Португалия. След безславното отпадане на „сборная“ Сергей престава да бъде викан в отбора, а титуляр става младият Игор Акинфеев. В края на годината става шампион на Русия с Локомотив. На 16 април 2005 поставя рекорд по най-много мачове без допуснат гол – 113. Последния си мач за „железничарите“ изиграва през ноември 2005 г. в Купата на УЕФА. Той решава да не подновява договора си. През 2006 г. преминава в Динамо Москва, където треньор е Юрий Сьомин. Преди началото на сезона е избран за капитан на отбора. На 25 юни 2006 г. Овчинников хвърля капитанската лента на Динамо след като е изгонен поради несъгласие със съдийско решение. Сергей отнася дисквалификация за 5 мача, а след смяната на треньора е освободен. След като няма оферти към него, той слага край на кариерата си.
През 2007 г. Сергей се завръща в Локомотив като треньор на вратарите. Той работи с вратарите на дубъла и школата. От декември 2007 отново работи с Юрий Сьомин, като този път му е помощник в Динамо Киев. В края на 2008 г. поема ФК Кубан Краснодар, но се задържа на поста само половин година. След това за няколко месеца води Динамо Брянск. От пролетта на 2011 г. е старши треньор на беларуския футболен клуб Динамо Минск, където напуска през октомври 2011 г.. От 2012 г. е треньор на вратарите на националния отбор на Русия. Между 2014 и 2020 г. е помощник-треньор и треньор на вратарите в ЦСКА Москва.